# Джовани I Партечипацио
Вижте пояснителната страница за други личности с името Джовани.
Джовани I Партечипацио (на латински: Iohannes Particiacus, на италиански: Giovanni I Participazio), е дванадесети дож на Венецианската република. Управлява от 829 до 836 г.
Джовани е втори син на дожа Анджело Партечипацио. В отсъствието на по-големия си брат Джустиниано Партечипацио, изпратен на дипломатическа мисия в Константинопол, той е назначен от баща си за съ-дож през 817 г., за да се гарантира, че постът ще остане наследствен за фамилията. При завръщането на брат му е отстранен от поста и по настояване на Джустиниано е заточен в Задар.
Джовани успява да избяга оттам и се отправя към Бергамо, където се среща с император Лудвиг Благочестиви, за да помоли за подкрепа. Моментът обаче не е благоприятен и Лудвиг предпочита да не влошава излишно отношенията си с Константинопол, затова предава Джовани на венецианските посланици и той е върнат във Венеция. След това Джовани е повторно заточен, но този път за по-сигурно в Константинопол, където остава в следващите почти десет години по време на цялото управление на брат си.
Малко преди смъртта си Джустиниано Партечипацио прави Джовани съ-дож, за да може да обезпечи преминаването на властта в неговите ръце (по това време Джовани все още е заложник в Константинопол). След смъртта на брат си през 829 г. Джовани се завръща във Венеция и управлява до 836 г.